# Conus tostesi
Espèce
Conus tostesi est une espèce de mollusques gastéropodes marins de la famille des Conidae.
Comme toutes les espèces du genre Conus, ces escargots sont prédateurs et venimeux. Ils sont capables de « piquer » les humains et doivent donc être manipulés avec précaution, voire pas du tout.

## Description
La taille de la coquille varie entre 22 mm et 40 mm.

## Distribution
Cette espèce marine est présente au large du Île de Brasil.

## Taxonomie

### Publication originale
L'espèce Conus tostesi a été décrite pour la première fois en 1986 par le malacologiste américain Edward James Petuch (d) dans « Proceedings of the Biological Society of Washington »,.

### Synonymes
- Conus (Lamniconus) tostesi Petuch, 1986 · appellation alternative
- Lamniconus tostesi (Petuch, 1986) · non accepté